# C.L. de Carvalho-Heineken-Preis für Kognitionswissenschaft
Der C.L. de Carvalho-Heineken-Preis für Kognitionswissenschaft (niederländisch C.L. de Carvalho-Heinekenprijs voor de Cognitiewetenschap; deutsch früher A.H.-Heineken-Preis für Kognitionswissenschaft) ist ein seit 2006 alle zwei Jahre von der Königlich-Niederländischen Akademie der Wissenschaften vergebener Wissenschaftspreis in Kognitionswissenschaft. Er ist nach Charlene de Carvalho-Heineken benannt.
Der Preis war mit 150.000 US-Dollar dotiert, seit 2014 beträgt das Preisgeld 200.000 US-Dollar. Seit 2010 wird zusätzlich der mit 10.000 Euro dotierte Heineken Young Scientists Award an Nachwuchsforscher vergeben.

## Preisträger
- 2006 John R. Anderson
- 2008 Stanislas Dehaene
- 2010 Michael Tomasello
- 2012 John Duncan
- 2014 James McClelland
- 2016 Elizabeth Spelke
- 2018 Nancy Kanwisher
- 2020 Robert Zatorre
- 2022 Kia Nobre[1]
- 2024 (nicht vergeben)